# Institut Al-Ghazali
L'Institut Al-Ghazali (en arabe : معهد الغزالي) est un institut d'enseignement religieux destiné à la formation des futurs imams et aumôniers musulmans en France situé dans la grande mosquée de Paris. Il a été fondé en 1993 et son directeur est Djelloul Seddiki,,,.
L'institut tire son nom du soufi perse Al-Ghazali.

## Histoire
L'institut a été créé sous l'impulsion du ministre de l'Intérieur, Charles Pasqua, qui l'a inauguré le 4 octobre 1994.
Il a remis ses premiers diplômes en 2008. Il forme 20 à 50 imams chaque année.